# 木里镇
木里镇，是中华人民共和国青海省海西蒙古族藏族自治州天峻县下辖的一个乡镇级行政单位。位于县境北部，距县府驻地166千米。

## 历史
1956年属上环仓区，1959年为木里公社，1963年改为木里乡，1969年改为木里公社，1984年改为木里乡。2005年改为木里镇。

## 行政区划
木里镇下辖以下地区：
角合根牧委会、赛纳合让牧委会、佐陇牧委会和唐莫日牧委会。